# Galerina pseudotundrae
Galerina pseudotundrae är en svampart som beskrevs av Kühner 1973. Galerina pseudotundrae ingår i släktet Galerina och familjen Strophariaceae.   Inga underarter finns listade i Catalogue of Life.
I den svenska databasen Dyntaxa används istället namnet Galerina lubrica för samma taxon.  Arten är reproducerande i Sverige.